# 楠見村
楠見村（くすみむら）は、和歌山県海草郡にあった村。旧名草郡。

## 歴史
- 1889年（明治22年）4月1日 - 明治大合併による村制施行により、名草郡楠見村となる。
- 1896年（明治29年）4月1日 - 郡の統合により名草郡が海部郡と合併して海草郡となる[1]。
- 1942年（昭和17年）7月1日 - 市町村合併により貴志村，松江村，木ノ本村とともに和歌山市へ編入。